# Ted Manson
Theodore "Ted" Manson (Columbus, 26 de outubro de 1926 - Atlanta, 1 de junho de 2008) foi um ator norte-americano de cinema.
Iniciou sua carreira na década de 1950 em Columbus, afastando-se dela na década seguinte, quando passou a trabalhar como corretor imobiliário. Retomou a carreira em 1979 após mudar-se para Atlanta, atuando em filmes como Doce Lar, Tudo Acontece em Elizabethtown, O Curioso Caso de Benjamin Button e Ricky Bobby - A Toda Velocidade.
Ted morreu de insuficiência respiratória em decorrência de um câncer de pulmão em 1 de junho de 2008 na cidade de Atlanta.

## Filmografia
- Paris Trout (1991) é Hotel Clerk
- Fried Green Tomatoes (1991) é Bailiff
- Boxing Helena (1993) é Mailman
- Gordy (1995) é Henry Royce
- Last Dance (1996 film) (1996) é Judge Gorman
- Traveller (1997 film) (1997) é First Trailer Buyer
- Major League: Back to the Minors (1998) é Miracles Manager
- Claudine's Return (1998) é Ticket Salesman
- Run Ronnie Run (2002) é Oldie Bowling Alley Man
- Sweet Home Alabama (2002) é Colonel Murphy
- Petunia (2002) é Buddy Baxter
- A Perilous Dance: The Damon DeRivers Story (2003) é Damon DeRivers
- Runaway Jury (2003) é Pulaski
- The Clearing (2004) é Robert Gidden
- Bobby Jones: Stroke of Genius (2004) é Elderly Law Client
- Dead Birds (2004) é Elderly Teller
- Elizabethtown (2005) é Sad Joe
- Psychopathia Sexualis (2006) é Professor Krafft-Ebing
- Talladega Nights: The Ballad of Ricky Bobby (2006) é Chip
- Déjà Vu (2006) é Crying Man at Disaster
- Gospel Hill (2008) é Ernest Hatch
- Crystal River (2008) é Olin Arrendal
- Nights in Rodanthe (2008) é Old Gus
- The Curious Case of Benjamin Button (2008) é Mr. Daws
- Cirque du Freak: The Vampire's Assistant (2009) é Policeman
- Good Intentions (2010) é Mr. Simmons
- The Yellow Wallpaper (2011) é Sage at Duel